# Horní Branná
Horní Branná è un comune della Repubblica Ceca facente parte del distretto di Semily, nella regione di Liberec.